# Wojciech Krauze
Wojciech Krauze (ur. 3 lipca 1983) – polski piłkarz, grający na pozycji napastnika. Wychowanek tarnowskiej Tarnovii. Występował później w Unii Tarnów, GKS Katowice oraz Szczakowiance Jaworzno, greckim klubie APS Thýella Patras. Rundę wiosenną sezonu 2007/2008 spędził w czwartoligowym wówczas zespole LKS Nieciecza. W sezonie 2008/2009 (jesień) zawodnik występował w zespole Kmita Zabierzów. W latach 2009–2011 występował w Stali Rzeszów.